# Maurice Podoloff
Maurice Podoloff (Elizabethgrad, Ucrania, Imperio ruso, 18 de agosto de 1890 - New Haven, Connecticut, 24 de noviembre de 1985) fue un abogado estadounidense y administrador de baloncesto y hockey sobre hielo. Fue el primer comisionado de la NBA, sirviendo a la liga desde 1946 hasta 1963.

## Perfil
De origen judío, emigró siendo muy joven a los Estados Unidos, licenciándose en derecho por la Universidad de Yale en 1915. En 1946, cuando ya ejercía como presidente de la American Hockey League, fue nombrado también en el mismo cargo en la recién creada Basketball Association of America (BAA), convirtiéndose en el primer comisionado que se hacía cargo de dos ligas de diferentes deportes a la vez.
Tras conseguir atraer a la liga a varios de los equipos punteros de la National Basketball League, en 1949 consiguió la fusión de ambas ligas, naciendo así la NBA. Durante 17 años en el cargo de comisionado, Podoloff expandió la liga hasta los 17 equipos. En su honor se otorga hoy en día el galardón al MVP de la Temporada de la NBA, con un trofeo que lleva su nombre.